# Malching
Malching je obec v německé spolkové zemi Bavorsko, v zemském okrese Pasov ve vládním obvodu Dolní Bavorsko. Území obce přes řeku Inn sousedí s Rakouskem.
Žije zde přibližně 1 200 obyvatel.